# Deininger Weiher
Der Deininger Weiher, auch Gleißental-Weiher, ist ein Moorsee in Großdingharting-Straßlach und gehört zur Gemeinde Straßlach-Dingharting.

## Geographie
Der See liegt etwa 20 km südlich von München. Er ist Zentrum und Namensgeber für ein Erholungsgebiet in einer eiszeitlich geprägten Landschaft. Direkt an seiner Nordseite befindet sich der Weiler Gleißentalweiher mit einem Gasthaus mit Übernachtungsmöglichkeit.
Mit nur 1,80 m Tiefe erwärmt sich das Gewässer rasch und ist ein entsprechend beliebtes Ausflugsziel für Badegäste. Der See ist knapp 100 Meter breit und 260 Meter lang, hat ein Volumen von 40.500 Kubikmetern und ein Einzugsgebiet von 2,3 Quadratkilometern. Die Sichttiefe ist eher gering, da er ein typischer Moorsee mit dunkelbrauner Farbe ist. Im Uferbereich stehen vor allem Buchen und Eichen, ansonsten findet sich in der Moränenumwallung ein Fichtenwald. Im südlichen Bereich ist deutlich der Verlandungsprozess zu beobachten. An mehreren Stellen gibt es Bademöglichkeiten.
Der See steht unter Naturschutz; Blindschleichen, Ringelnattern, Kreuzottern und Wasserschildkröten leben in dem Biotop.

## Entstehung
Der Weiher entstand in der Würmeiszeit. Er ist ein Toteissee, der aus der Egling-Deininger Gletscherzunge entstanden ist. Diese Gletscherzunge war wiederum ein Teil des ehemaligen Wolfratshausener Glazialbeckens.
Der Abfluss des Sees an der nördlichen Seite in den Gleißenbach stellt gleichzeitig die Lage des einstigen Gletschertores dar. Je nach Jahreszeit versickert das Wasser bereits nach wenigen Metern im Geröllbett der ehemaligen glazialen Abflussrinne des Gleißentals, die sich bis zum Oberhachinger Ortsteil Deisenhofen hin erstreckt.
Ein mit Zulaufgraben bezeichneter kleiner Bach, der das aus Deining kommende Weiherbachl bereits aufgenommen hat, ist der heutige Zufluss des Weihers.

## Schutzgebiete
Der See liegt im Landschaftsschutzgebiet Südliches Gleißental im Gebiet der Gemeinden Dingharting und Oberbiberg (LSG-00286.01) und im FFH-Gebiet Moore zwischen Dietramszell und Deining (8135-371.01).

## Bilder

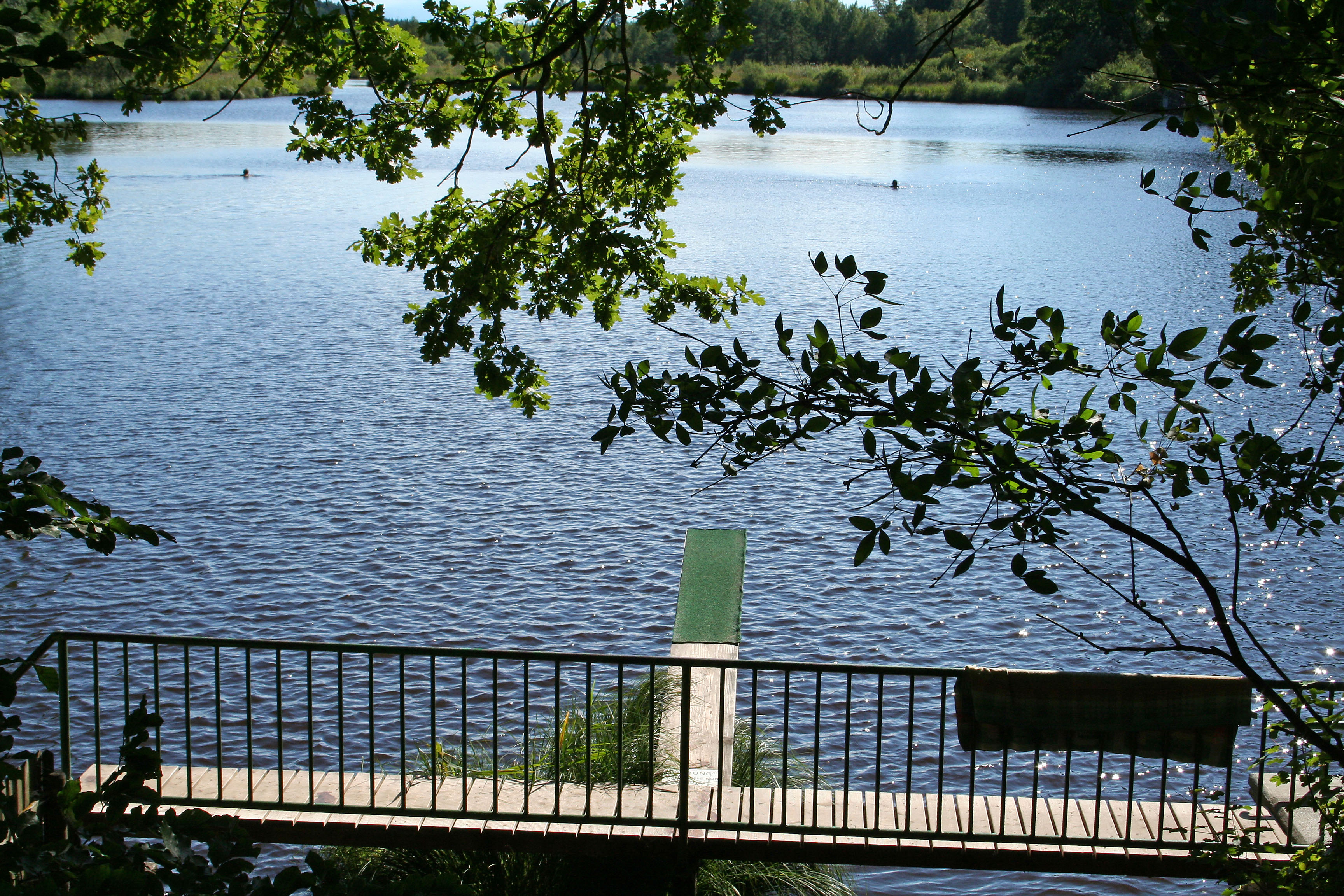
Sprungbrett der Badestelle
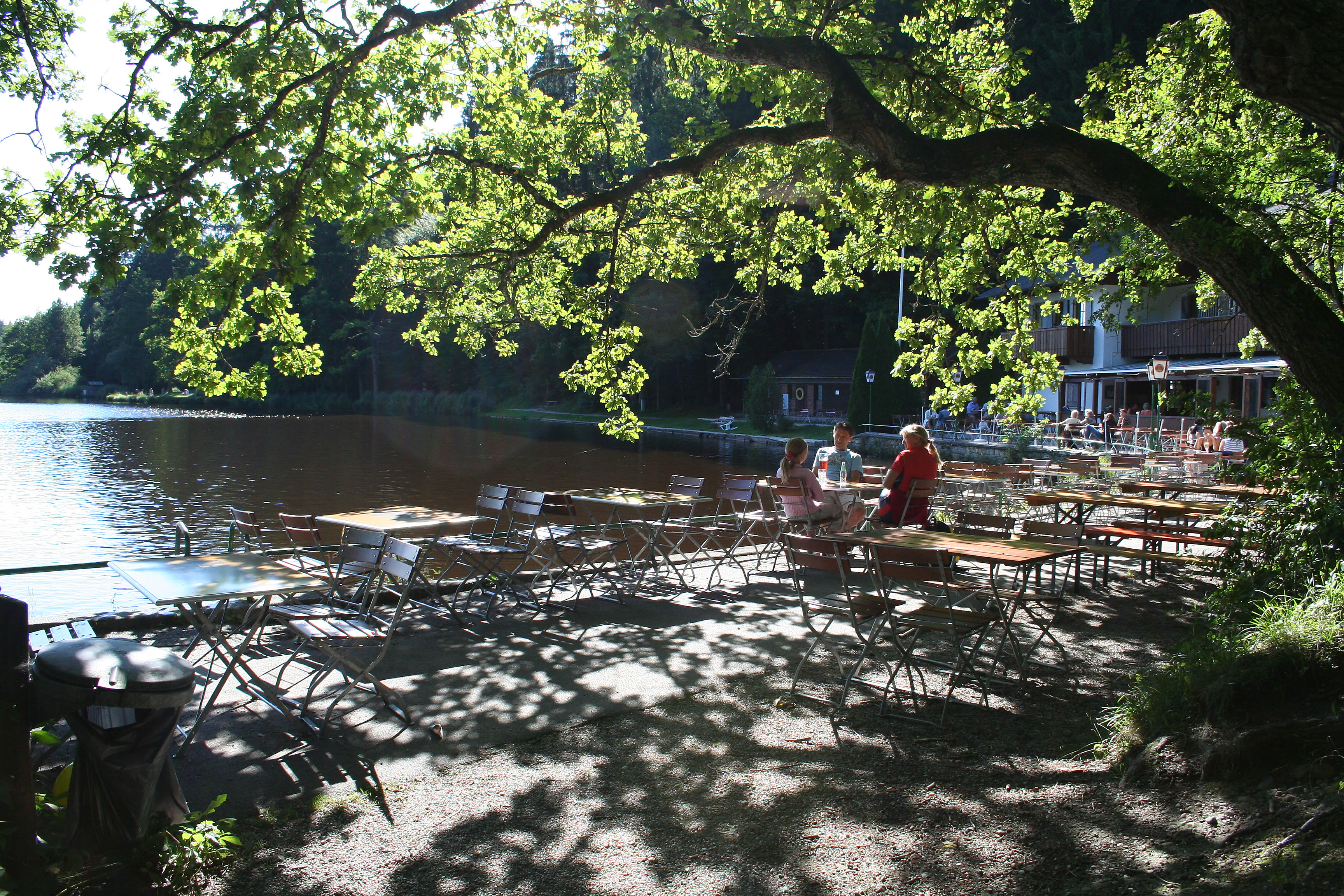
Wirtshaus
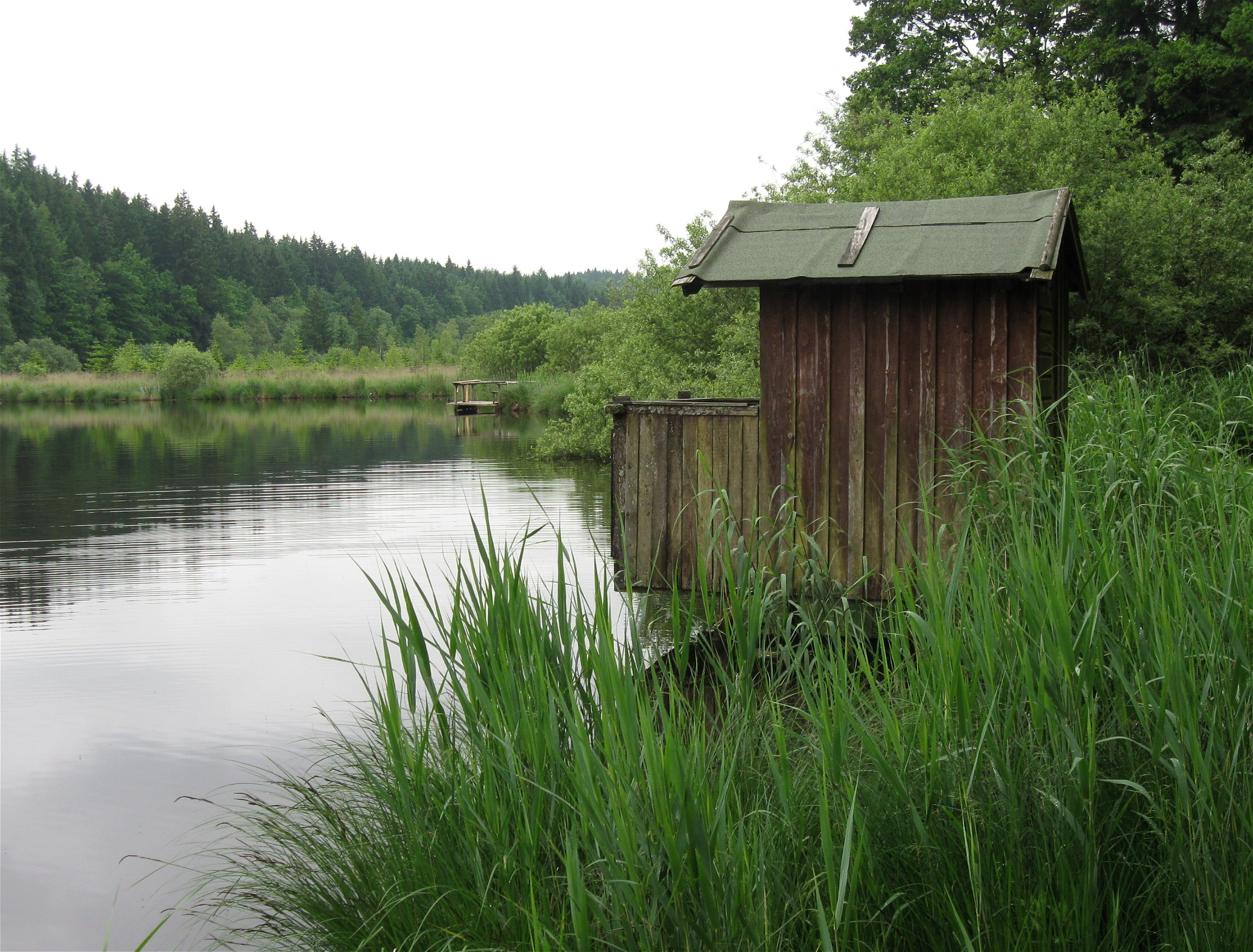
Deininger Weiher
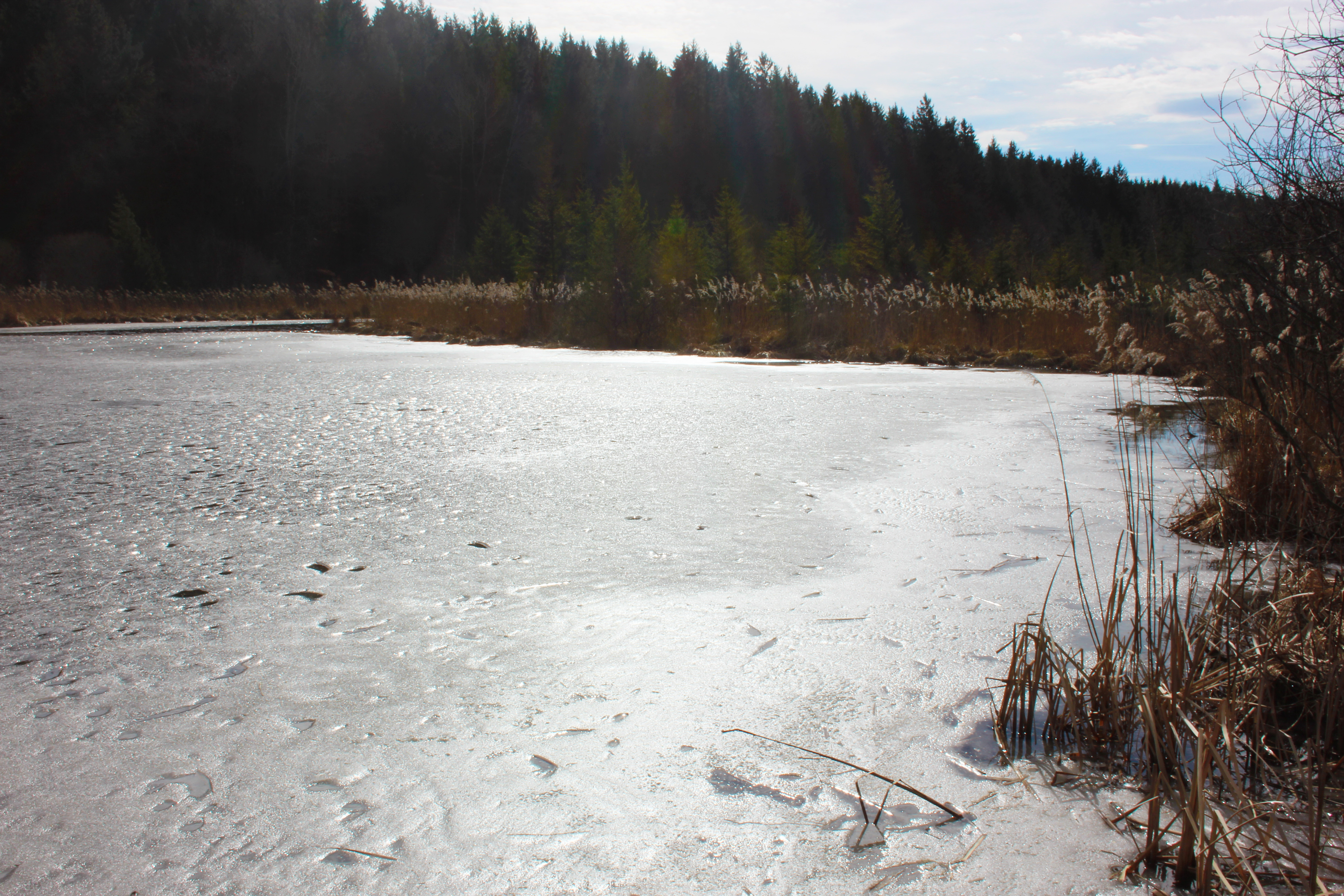
Im Winter mit Eisschicht
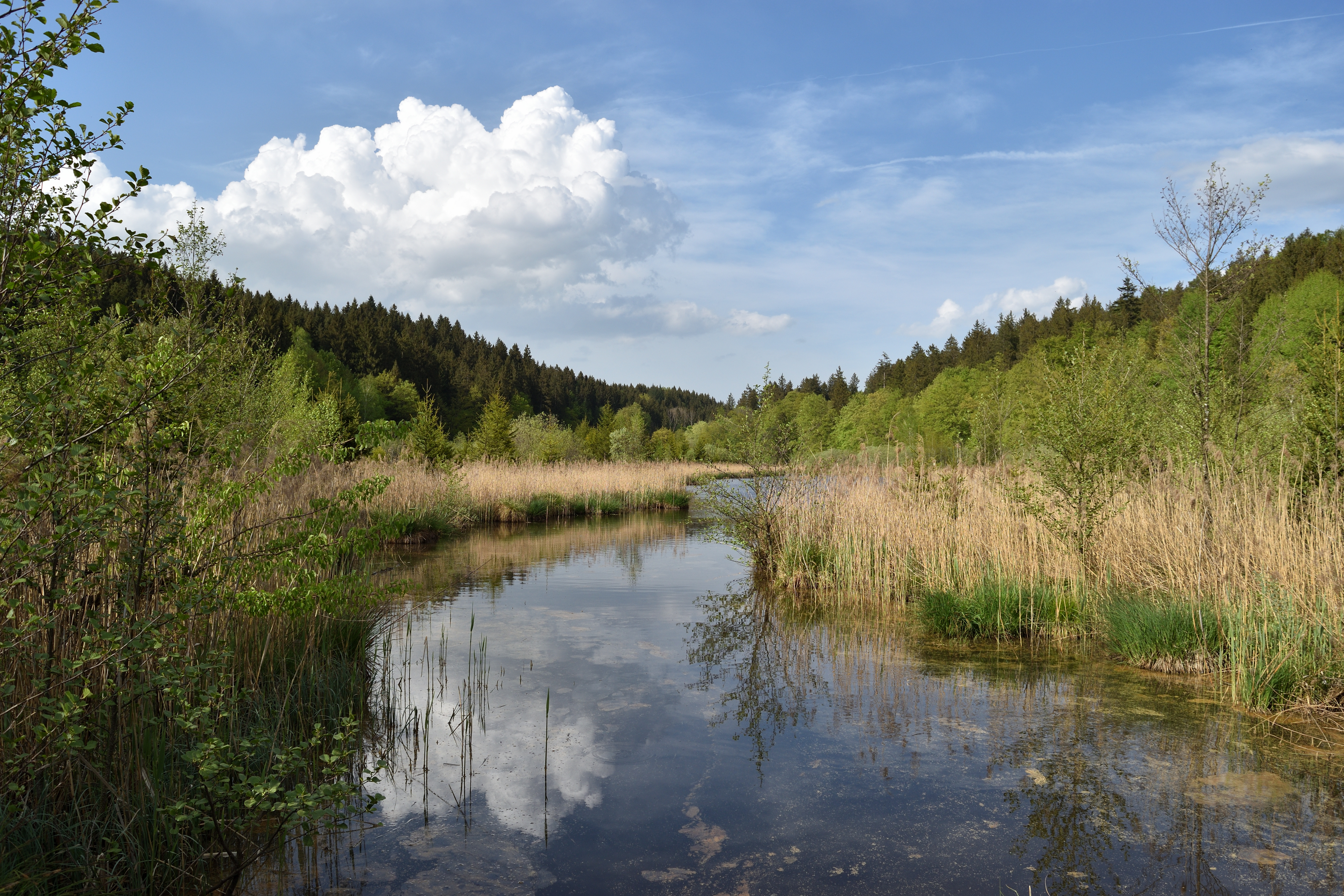
Am südlichen Ende